# Hertigdömet Württemberg
Hertigdömet Württemberg (tyska: Herzogtum Württemberg) är en tidigare stat i det tysk-romerska riket vilken existerade 1495-1803. Det var tidigare ett grevskap och blev senare kurfurstendöme. Hertigdömets gamla territorium benämndes Altwürttemberg, medan de nya områden som tillfogades kurfurstendömet kallades Neuwürttemberg.

## Politisk struktur
Kejsar Maximilian upphöjde Württemberg till hertigdöme 1495. Samma år utfärdade hertigen den första grundlagen, die Landesordnung. Efter bondeupproret 1514 ingick den regerande hertigen och landsständerna en kompromiss som under århundraden präglade Württembergs politiska struktur. Landsständerna fick därigenom inflytande över hertigdömets lagstiftning och finanspolitik. I landsständerna var borgerskapet och det lutherska prästerskapet representerat, men inte adeln, eftersom den förblev romersk-katolsk vid reformationen och ställde sig direkt under tysk-romerska riket som riksriddare, och därmed inte längre var underordnad hertigdömets överhöghet. Borgarståndet och prästeståndet sammanträdde tillsammans och förenades under 1500-talet till ett enda stånd, die Ehrbarkeit.